# لايل لاكاي
لايل لاكاي (بالإنجليزية: Lyle Lakay)‏ (17 أغسطس 1991 بكيب تاون في جنوب أفريقيا - ) هو لاعب كرة قدم جنوب أفريقي في مركز الوسط. شارك مع منتخب جنوب أفريقيا تحت 20 سنة لكرة القدم. أما مع النوادي، فقد لعب مع سوبر سبورت يونايتد وF.C. Cape Town ‏ ونادي بلومفونتين سيلتيك.

## وصلات خارجية
- لايل لاكاي على موقع قاعدة بيانات كرة القدم.إي يو (الإنجليزية)
- لايل لاكاي على موقع ناشيونال فوتبول تيمز (الإنجليزية)
- لايل لاكاي على موقع Soccerway.com (الإنجليزية)
- لايل لاكاي على موقع عالم كرة القدم.نت (الإنجليزية)